# 小行星2545
小行星2545（2545 Verbiest）是一颗围绕太阳公转的小行星。1933年1月26日，歐仁·約瑟夫·德爾波特在于克勒发现了此天体。
該小行星以比利時傳教士、天文學家南懷仁命名。
这颗小行星的绝对星等为105.9819091575223等。